# Ормон-Десю
Ормон-Десю (фр. Ormont-Dessus) — громада  в Швейцарії в кантоні Во, округ Егль.

## Географія
Громада розташована на відстані близько 70 км на південь від Берна, 50 км на південний схід від Лозанни.
Ормон-Десю має площу 61,6 км², з яких на 3,6% дозволяється будівництво (житлове та будівництво доріг), 33,5% використовуються в сільськогосподарських цілях, 32,8% зайнято лісами, 30,1% не є продуктивними (річки, льодовики або гори).

## Демографія
2019 року в громаді мешкало 1433 особи (-1,6% порівняно з 2010 роком), іноземців було 22,7%. Густота населення становила 23 осіб/км².
За віковим діапазоном населення розподілялося таким чином: 16% — особи молодші 20 років, 56,1% — особи у віці 20—64 років, 27,9% — особи у віці 65 років та старші. Було 698 помешкань (у середньому 2 особи в помешканні).
Із загальної кількості 783 працюючих 47 було зайнятих в первинному секторі, 148 — в обробній промисловості, 588 — в галузі послуг.